# Fundamentális teológia
A fundamentális teológia a keresztény teológia egyik alapvető ága, a kereszténység „alapjaival” (latinul: fundamenta) foglalkozó gondolkodás, különös tekintettel az emberi értelem igényeire. A fundamentálteológia újszövetségi alapja Péter apostol felszólítása, mely szerint minden hívőnek mindenkor készen kell állnia arra, hogy „reménységének és hitének alapjairól számot adjon” (1Péter 3,15).
A fundamentális teológia legrégebbi formája, az apológia (a keresztény hit „védelmezése”) utóbb rendszeres apologetikává nőtte ki magát, ez utóbbi már nem csak a keresztény kinyilatkoztatással szemben fellépők ellen irányult (a külvilág számára), hanem a kereszténység és a keresztény teológia önértelmezésének „fundamentális” kérdéseit is tisztázni kívánta „házi használatra” is. Maga a terminus a 19. század közepe óta használatos, és a 20. század közepe óta protestáns teológiai körökben is elfogadott.

## A fundamentális teológia a premodern korban
A 19. századi (premodern) fundamentális teológia leginkább a következő kérdésekkel foglalkozott: 
- az isteni kinyilatkoztatás megismerésének lehetőségei
  - a hit motívumai és elfogadásának feltételei (preambula fidei)
  - a csoda
  - a prófétai kinyilatkoztatás
  - a Jézus Krisztusban adott kinyilatkoztatás ténye és történelmi hagyományozása az egyházban
    - az egyház lényege, ismertetőjegyei
    - szervezete, hivatalai
- a teológia mint tudomány
  - a teológia módszereinek pluralizmusa
  - hit és értelem viszonya
  - szubjektivitás és tekintély
  - hagyomány
  - az igazság mint filozófiai fogalom

## Kortárs fundamentális teológia
A 20. századi és kortárs fundamentális teológia érdeklődésének középpontjában a teológia dialogikus képességei állnak, az igazság és a bizonyítás kritériumai körüli filozófiai vitákban való részvétel, a hit alapjait vitató nézetekkel folytatott párbeszéd. Ebben az összefüggésben a fundamentálteológia hajtásának tekinthető:
- a kortárs politikai teológia mint gyakorlati teológia
- a nem keresztény vallások keresztény teológiai vizsgálata (amely például a katolicizmusban egészen új irányt vett a második vatikáni zsinat óta).